# Landkreis Elbing
Der Landkreis Elbing, bis 1874 Kreis Elbing, war ein von 1818 bis 1945 bestehender preußischer Landkreis. Ursprünglich zur Provinz Westpreußen gehörig, wobei die Kreisstadt Elbing ab 1874 einen eigenen Stadtkreis bildete, wurde er 1920 durch den Friedensvertrag von Versailles geteilt. Sein Gebiet westlich der Nogat fiel an die Freie Stadt Danzig. Der verkleinerte Kreis kam zu Ostpreußen und existierte bis zur Eroberung durch die Rote Armee Ende Februar 1945. Das Gebiet des ehemaligen Landkreises gehört zur polnischen Woiwodschaft Ermland-Masuren.

## Geschichte
Die Stadt Elbing mitsamt ihrem Umland kam 1772 mit der ersten Polnischen Teilung vom Preußen königlichen Anteils zu Preußen und gehörte zunächst zum Kreis Marienburg (Westpreußen). Durch die preußische Provinzialbehörden-Verordnung vom 30. April 1815 und ihre Ausführungsbestimmungen kam das Gebiet zum Regierungsbezirk Danzig der Provinz Westpreußen. Im Rahmen einer umfassenden Kreisreform im Regierungsbezirk Danzig wurde zum 1. April 1818 aus dem nördlichen Teil des Kreises Marienburg der neue Kreis Elbing gebildet. Er umfasste die Städte Elbing und Tolkemit, die Intendanturämter Elbing und Tolkemit sowie die adligen Güter Kadinen und Rehberg. Das Landratsamt war in Elbing.
Vom 3. Dezember 1829 bis zum 1. April 1878 waren West- und Ostpreußen zur Provinz Preußen vereinigt.
Am 1. Januar 1874 schied die Stadt Elbing aus dem Kreis aus und bildete einen eigenen Stadtkreis. Der Kreis Elbing wurde seitdem als Landkreis bezeichnet. 1897 wurde bei Gut Hansdorf eine große Fläche mit archäologischen Funden entdeckt, in den 1920er Jahren wurden Ausgrabungen unternommen. Ebenso fand man ein großes Gräberfeld bei Elbing. Die Funde kamen in das Elbinger Museum. Weitere Grabungen konnten wegen des Krieges nicht fortgeführt werden.
Mit dem 1. April 1913 verkleinerte sich das Kreisgebiet durch Eingemeindung der Orte Klein Röbern, Klein Teichhof, Pangritz-Kolonie, Stolzenmorgen, Strauchmühle, Thumberg, Wansau und Wittenfelde in den Stadtkreis Elbing.

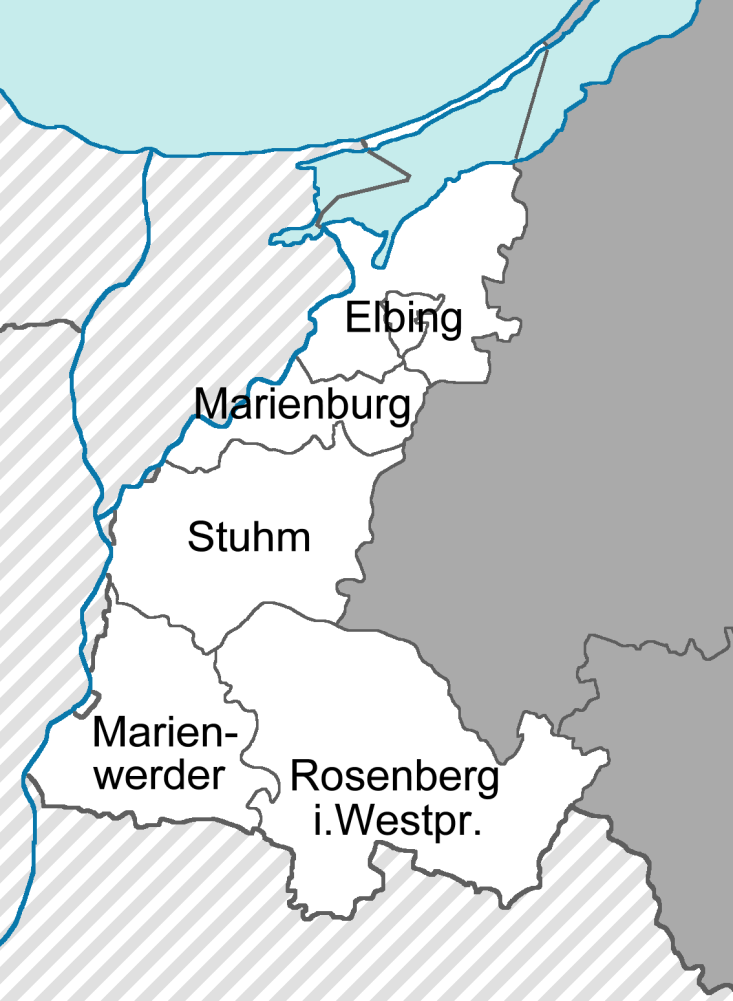
Regierungsbezirk Westpreußen 1922–1939

Bereits vor dem Inkrafttreten des Versailler Vertrages wurden am 1. Oktober 1919 die auf der Frischen Nehrung gelegenen Landgemeinden Kahlberg, Narmeln, Neukrug und Vöglers des Kreises Danziger Niederung dem Landkreis Elbing unterstellt. Mit Inkrafttreten des Versailler Vertrages am 10. Januar 1920 musste der westlich der Nogat gelegene Teil des Landkreises Elbing an die Freie Stadt Danzig abgetreten werden. Der Landkreis Elbing verlor dadurch 25 % seines Territoriums und 23 % seiner Einwohner. In der Freien Stadt Danzig kam dieses Gebiet zum Landkreis Großes Werder.

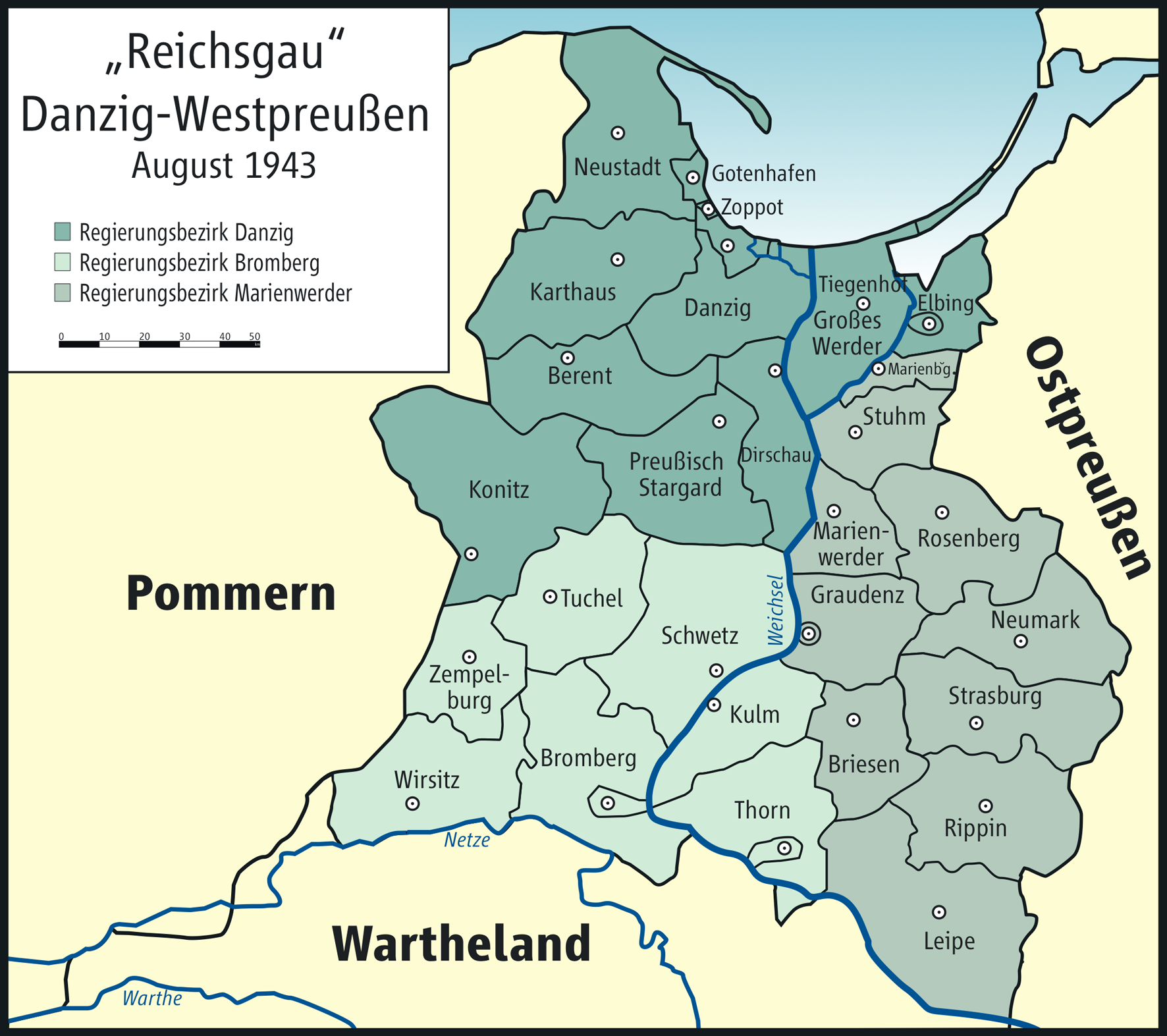
Reichsgau Danzig-Westpreußen (August 1943)

Infolge der Auflösung der Provinz Westpreußen wurde am 28. November 1920 der Landkreis Elbing dem Regierungspräsidenten in Marienwerder und der Provinz Ostpreußen unterstellt. Am 24. Dezember 1920 wurde bei einer nachträglichen Grenzkorrektur die Landgemeinde Pröbbernau aus der Freien Stadt Danzig in den Landkreis Elbing umgegliedert. Gleichzeitig kehrten auch die Landgemeinde Zeyerniederkampen und der Gutsbezirk Nogathaffkampen, die im Januar 1920 abgetreten worden waren, in den Landkreis Elbing zurück. Der Landkreis Elbing wurde zum 1. Juli 1922 auch förmlich in die Provinz Ostpreußen eingegliedert. Der Regierungsbezirk Marienwerder wurde aus Traditionsgründen in Regierungsbezirk Westpreußen umbenannt. Der Sitz des Regierungspräsidenten blieb weiterhin in Marienwerder.
Am 30. September 1928 wurden die Gutsbezirke Freiwalde, Groß Wesseln, Herrenpfeil, Pfarrwald und Vogelsang sowie am 17. Oktober 1928 die Gutsbezirke Eichwalde und Spittelhof nach Elbing eingemeindet. Zum 30. September 1928 fand im Landkreis Elbing wie im übrigen Freistaat Preußen eine Gebietsreform statt, bei der bis auf drei alle Gutsbezirke aufgelöst und benachbarten Landgemeinden zugeteilt wurden.
Der Landkreis Elbing wurde nach der Eroberung Danzigs am Beginn des Zweiten Weltkriegs Teil des am 26. November 1939 gebildeten Reichsgaus Westpreußen, später Danzig-Westpreußen, und trat zum neuen Regierungsbezirk Danzig. Im Januar und Februar 1945 eroberte die Rote Armee das Kreisgebiet und unterstellte es „erst“ am 19. Mai 1945 der Verwaltung der Volksrepublik Polen. Die allermeisten Bewohner wurden in der Folgezeit aus dem Kreisgebiet vertrieben und durch Polen ersetzt.
Das Kreisgebiet bildet seit 1999 den Hauptteil des Powiat Elbląski (Elbinger Kreis), dessen Verwaltung ihren Sitz in Elbing hat und der zur Woiwodschaft Ermland-Masuren gehört. Diese Woiwodschaft entspricht weitgehend der südlichen Hälfte des ehemaligen Ostpreußens; ihre Hauptstadt ist Olsztyn (Allenstein).

## Politik

### Landräte
- 1818–181900Bax
- 1819–182100Eichel (kommissarisch)
- 1821–186800Karl Friedrich Abramowski
- 1868–187900Frank
- 1879–188300Arthur Birkner
- 1883–188800Eugen Dippe
- 1888–190700Rüdiger Etzdorf
- 19070000000Arthur von Posadowsky-Wehner (kommissarisch)
- 1908–192500Nikolaus von Posadowsky-Wehner
- 1926–194400Carl Cichorius

### Wahlen
Im Deutschen Reich bildeten die Stadt und der Landkreis Elbing zusammen mit dem Kreis Marienburg den Reichstagswahlkreis Danzig 1. Der Wahlkreis wurde fast durchgehend von konservativen Kandidaten gewonnen.
- 187100Wilhelm von Brauchitsch, Konservative Partei
- 187400Wilhelm von Brauchitsch, Konservative Partei
- 187700Otto Hausburg, unabhängiger Liberaler
- 187800Wilhelm von Minnigerode, Deutschkonservative Partei
- 188100Wilhelm von Minnigerode, Deutschkonservative Partei
- 188400Bernhard von Puttkamer, Deutschkonservative Partei
- 188700Bernhard von Puttkamer, Deutschkonservative Partei
- 189000Richard zu Dohna-Schlobitten, Deutschkonservative Partei
- 189300Bernhard von Puttkamer, Deutschkonservative Partei
- 189800Bernhard von Puttkamer, Deutschkonservative Partei
- 190300Elard von Oldenburg-Januschau, Deutschkonservative Partei
- 190700Elard von Oldenburg-Januschau, Deutschkonservative Partei
- 191200Rudolf Schröder, Freikonservative Partei

### Kommunalverfassung
Der Landkreis Elbing gliederte sich in die Städte Elbing (bis 1874) und Tolkemit, in Landgemeinden und – bis zu deren Wegfall im Jahre 1929 – in Gutsbezirke. Mit Einführung des preußischen Gemeindeverfassungsgesetzes vom 15. Dezember 1933 gab es ab dem 1. Januar 1934 eine einheitliche Kommunalverfassung für alle Gemeinden. Mit Einführung der Deutschen Gemeindeordnung vom 30. Januar 1935 trat zum 1. April 1935 die im Deutschen Reich gültige Kommunalverfassung in Kraft, wonach die bisherigen Landgemeinden nun als Gemeinden bezeichnet wurden. Diese waren in Amtsbezirken zusammengefasst. Eine neue Kreisverfassung wurde nicht mehr geschaffen; es galt weiterhin die Kreisordnung für die Provinzen Ost- und Westpreußen, Brandenburg, Pommern, Schlesien und Sachsen vom 19. März 1881.

## Bevölkerung
1874 schied die Stadt Elbing als eigener Stadtkreis aus dem Kreis aus. Um eine Vergleichbarkeit der Zahlen vorher und nachher zu gewährleisten, werden ergänzend auch die zusammengerechneten Werte von Stadt- und Landkreis angegeben.

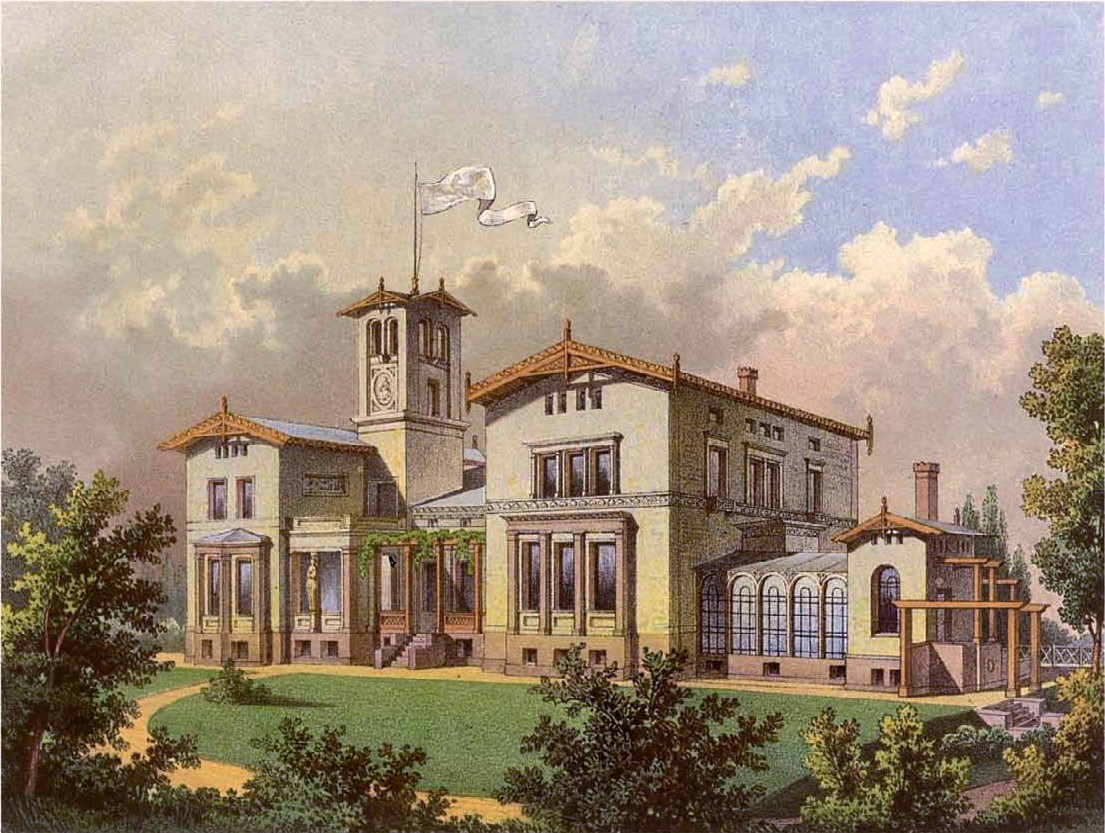
Rittergut Hansdorf um 1860, Sammlung Alexander Duncker

### Einwohnerentwicklung
- 18210041.632
- 18310044.406
- 18520059.297
- 18610060.852
- 18710068.471
- 18900037.610, mit Elbing 79.186
- 19000038.800, mit Elbing 91.318
- 19100038.611, mit Elbing 97.247
- 19250026.717, mit Elbing 94.595
- 19330026.202, mit Elbing 98.611
- 19390026.992, mit Elbing 110.182

### Konfessionen
| Jahr                                | Evangelische | Evangelische | Katholiken | Katholiken | Juden   | Juden | sonstige | sonstige |
| ----------------------------------- | ------------ | ------------ | ---------- | ---------- | ------- | ----- | -------- | -------- |
| Jahr                                | absolut      | %            | absolut    | %          | absolut | %     | absolut  | %        |
| 1821                                | 32.636       | 78,4         | 6.534      | 15,7       | 288     | 0,7   | 2.174    | 5,2      |
| 1852                                | 46.401       | 78,3         | 10.331     | 17,4       | 510     | 0,9   | 2.055    | 3,5      |
| 1871                                | 53.137       | 77,6         | 12.559     | 18,3       | 560     | 0,8   | 2.215    | 3,2      |
| 1890                                | 28.572       | 76,0         | 7.321      | 19,5       | 28      | 0,1   | 1.689    | 4,5      |
| 1910                                | 29.153       | 75,5         | 7.964      | 20,6       | 18      | 0,1   | 1.476    | 3,8      |
| zusammen mit dem Stadtkreis Elbing: |              |              |            |            |         |       |          |          |
| 1890                                | 60.676       | 76,6         | 15.436     | 19,5       | 512     | 0,6   | 2.562    | 3,2      |
| 1910                                | 74.866       | 77,0         | 18.904     | 19,4       | 389     | 0,4   | 3.088    | 3,2      |

Die recht große Gruppe der sonstigen Konfessionen wurde größtenteils von Mennoniten gebildet. Zu ihnen gehört der aus Neuendorf Höhe stammende Horst Gerlach. Der stetige Rückgang des mennonitischen Bevölkerungsanteils war einer starken Auswanderung nach Neurussland geschuldet.

## Städte und Gemeinden

### 1920 abgetretene Gemeinden
Zum Gebiet westlich der Nogat, das 1920 an die Freie Stadt Danzig abgetreten werden musste, gehörten die folgenden Gemeinden:
Einlage
Fürstenau
Grenzdorf A
Grenzdorf B
Groß Mausdorf
Jungfer
Keitlau
Klein Mausdorf
Klein Mausdorferweide
Krebsfelde
Lakendorf
Lupushorst
Neudorf
Neulanghorst
Neustädterwald
Rosenort
Stuba
Walldorf
Zeyer
Zeyervorderkampen

### Verwaltungsgliederung 1945
Der Landkreis Elbing setzte sich Anfang 1945 aus 68 Gemeinden, darunter die Stadt Tolkemit, sowie drei Gutsbezirken zusammen:
| Amtsbezirke & Gemeinden                                        | Bevölkerung (1939) | Bemerkung                                            |
| Stadt Tolkemit                                                 |                    |                                                      |
| 1. Tolkemit, Stadt                                             | 3866               |                                                      |
| Amtsbezirk Cadinen                                             |                    |                                                      |
| 1. Cadinen                                                     | 448                |                                                      |
| Amtsbezirk Damerau                                             |                    |                                                      |
| 1. Behrendshagen                                               | 347                |                                                      |
| 2. Damerau                                                     | 370                |                                                      |
| 3. Drewshof                                                    | 173                |                                                      |
| 4. Schönwalde                                                  | 211                |                                                      |
| Amtsbezirk Dörbeck                                             |                    |                                                      |
| 1. Dörbeck                                                     | 631                |                                                      |
| 2. Groß Steinort                                               | 628                |                                                      |
| 3. Lenzen                                                      | 998                |                                                      |
| 4. Succase                                                     | 770                |                                                      |
| Amtsbezirk Ellerwald                                           |                    |                                                      |
| 1. Ellerwald I. Trift                                          | 211                |                                                      |
| 2. Ellerwald II. Trift                                         | 181                |                                                      |
| 3. Ellerwald III. Trift                                        | 411                |                                                      |
| 4. Ellerwald IV. Trift                                         | 220                |                                                      |
| 5. Ellerwald V.                                                | 252                |                                                      |
| 6. Kraffohlsdorf                                               | 683                |                                                      |
| Amtsbezirk Fichthorst                                          |                    |                                                      |
| 1. Fichthorst, gemeindefreier Gutsbezirk (teilweise)           | 1533               | 16. Juli 1938 umbenannt, früher Elbinger Territorium |
| 2. Hoppenau                                                    | 155                |                                                      |
| 3. Moosbruch                                                   | 162                |                                                      |
| 4. Möskenberg                                                  | 85                 |                                                      |
| 5. Neuhof                                                      | 182                |                                                      |
| 6. Nogathau                                                    | 466                |                                                      |
| 7. Schlammsack                                                 | 48                 |                                                      |
| 8. Schwarzdamm                                                 | 63                 |                                                      |
| Amtsbezirk Frisches Haff                                       |                    |                                                      |
| 1. Frisches Haff, Anteil Kr. Elbing, gemeindefreier Gutsbezirk | 0                  |                                                      |
| Amtsbezirk Grunau Höhe                                         |                    |                                                      |
| 1. Dambitzen                                                   | 421                |                                                      |
| 2. Grunau Höhe                                                 | 533                |                                                      |
| Amtsbezirk Kahlberg                                            |                    |                                                      |
| 1. Kahlberg, Forst, gemeindefreier Gutsbezirk                  | 0                  |                                                      |
| 2. Kahlberg-Liep                                               | 742                |                                                      |
| 3. Narmeln                                                     | 295                |                                                      |
| 4. Neukrug                                                     | 114                |                                                      |
| 5. Pröbbernau                                                  | 269                |                                                      |
| 6. Vöglers                                                     | 188                |                                                      |
| Amtsbezirk Kerbswalde                                          |                    |                                                      |
| 1. Aschbuden                                                   | 236                |                                                      |
| 2. Groß Wickerau                                               | 193                |                                                      |
| 3. Kerbshorst                                                  | 164                |                                                      |
| 4. Klein Wickerau                                              | 164                |                                                      |
| 5. Oberkerbswalde                                              | 349                |                                                      |
| 6. Streckfuß                                                   | 306                |                                                      |
| 7. Unterkerbswalde                                             | 308                |                                                      |
| Amtsbezirk Lärchwalde                                          |                    |                                                      |
| 1. Groß Röbern                                                 | 288                |                                                      |
| 2. Lärchwalde                                                  | 1176               |                                                      |
| Amtsbezirk Neukirch Höhe                                       |                    |                                                      |
| 1. Birkau                                                      | 75                 |                                                      |
| 2. Conradswalde                                                | 267                |                                                      |
| 3. Dünhöfen                                                    | 159                |                                                      |
| 4. Haselau                                                     | 191                |                                                      |
| 5. Hütte                                                       | 214                |                                                      |
| 6. Klakendorf                                                  | 49                 |                                                      |
| 7. Neuendorf-Kämmereidorf                                      | 70                 |                                                      |
| 8. Neukirch Höhe                                               | 602                |                                                      |
| 9. Rückenau                                                    | 157                |                                                      |
| Amtsbezirk Pomehrendorf                                        |                    |                                                      |
| 1. Fichthorst, gemeindefreier Gutsbezirk (Rest)                | 1533               | 16. Juli 1938 umbenannt, früher Elbinger Territorium |
| 2. Pomehrendorf                                                | 351                |                                                      |
| 3. Stoboi                                                      | 583                | 16. Juli 1938 umbenannt, früher Stoboy               |
| 4. Wolfsdorf Höhe                                              | 286                |                                                      |
| Amtsbezirk Preußisch Mark                                      |                    |                                                      |
| 1. Bartkamm                                                    | 109                |                                                      |
| 2. Böhmischgut                                                 | 157                |                                                      |
| 3. Kämmersdorf                                                 | 256                |                                                      |
| 4. Meislatein                                                  | 167                |                                                      |
| 5. Neuendorf Höhe                                              | 249                |                                                      |
| 6. Plohnen                                                     | 190                |                                                      |
| 7. Preußisch Mark                                              | 248                |                                                      |
| 8. Serpin                                                      | 179                |                                                      |
| 9. Wöklitz                                                     | 328                |                                                      |
| Amtsbezirk Terranova                                           |                    |                                                      |
| 1. Bollwerk                                                    | 395                |                                                      |
| 2. Fischerskampe                                               | 293                |                                                      |
| 3. Terranova                                                   | 1245               |                                                      |
| 4. Zeyerniederkampen                                           | 682                |                                                      |
| Amtsbezirk Trunz                                               |                    |                                                      |
| 1. Baumgart                                                    | 487                |                                                      |
| 2. Königshagen                                                 | 158                |                                                      |
| 3. Maibaum                                                     | 495                |                                                      |
| 4. Trunz                                                       | 661                |                                                      |